# Reabsorció selectiva
La reabsorció selectiva és el procés pel qual determinades molècules (ions, glucosa i aminoàcids), després de ser filtrats fora dels capil·lars juntament amb residus nitrogenats (com la urea) i aigua en els glomèruls renals, són reabsorbides quan passen a través del nefró.